# Matt Cameron
Pour les articles homonymes, voir Cameron.
Matthew David Cameron est un batteur américain né le 28 novembre 1962 à San Diego. Il a été le batteur de Soundgarden de 1986 à 1997, puis de 2010 à 2017. Il fait également partie du groupe Pearl Jam de 1998 à 2024. Il devient le batteur du groupe Devo en 2025.

## Biographie
Cameron commence sa carrière en 1978 en chantant sur Puberty Love qui faisait partie de la bande-son du film L'Attaque des tomates tueuses. Il déménage à Seattle au début de l'année 1980 et joue dans Feedback, puis dans Skin Yard, groupe au sein duquel il rencontre Daniel House, futur propriétaire de C/Z Records qui produira le premier album du groupe en 1987.
Skin Yard commence vraiment en 1985, enchaîne les concerts ce qui permet à Cameron de se forger une certaine notoriété dans le milieu musical de Seattle, assez riche à l'époque.
L'année suivante, il est engagé par Soundgarden pour remplacer Scott Sundquist à la batterie. En trois ans, Soundgarden enregistre deux EP et sort deux albums, et Cameron s'affirme comme un pilier du groupe et un représentant important de la scène grunge. 
En 1989, Andrew Wood meurt. C'était le chanteur de Mother Love Bone et un ami commun de Chris Cornell, Stone Gossard et Jeff Ament (futurs fondateurs de Pearl Jam). Chris Cornell propose à Gossard, Ament et Mike McCready (futur guitariste de Pearl Jam) de monter un projet pour rendre hommage à Andrew Wood. Cameron s'y associe. C'est sa première rencontre avec les membres de ce qui n'est pas encore Pearl Jam.
Ensuite, Soundgarden enregistre son troisième album Badmotorfinger, et part en tournée en Europe et aux États-Unis.
En 1992, les membres du groupe décident de se consacrer à des projets alternatifs à Soundgarden. Cameron sort Hater chez A&M Records avec d'autres musiciens de la scène grunge. Ils font même une petite tournée dans l'État de Washington.
L'année suivante, les membres de Soundgarden se retrouvent et enregistrent Superunknown, celui de leurs albums qui aura le plus de succès, et entament une longue tournée qui ne s'achèvera que fin 1994.
Une fois encore, ils décident de faire quelques projets parallèles, et Cameron enregistre plusieurs singles et même un album avec Wellwater Conspiracy, il jouera aussi dans le groupe Eleven.
Soundgarden se sépare deux ans plus tard, en 1997 au cours de la tournée de leur dernier album : Down on the Upside, et Cameron continue sa carrière en jouant avec plusieurs groupes, dont les Smashing Pumpkins (sur Adore). Puis en 1998, Eddie Vedder de Pearl Jam lui demande s'il veut assurer la batterie pour leur tournée, Jack Irons ayant des problèmes de santé. Cameron accepte, fait la tournée, et finalement intègre le groupe.
En 2010, Cameron accompagne ses anciens complices Chris Cornell, Kim Thayil et Ben Shepherd dans la reformation de Soundgarden. Il assure la batterie à la fois pour Soundgarden et Pearl Jam. Soundgarden sort son 6e album studio King Animal en 2012. Il fait partie du groupe jusqu'au décès du chanteur Chris Cornell en 2017.
En 2022, avec le bassiste Krist Novoselic (Nirvana), les guitaristes Kim Thayil (Soundgarden) et  Bubba Dupree (Void) et les chanteuses Jillian Raye (du groupe de Novoselic Giants in the Trees) et Jennifer Johnson, il forme le supergroupe 3rd Secret et sort un album de 11 titres.
Le 7 juillet 2025, Matt Cameron annonce quitter Pearl Jam.

## Discographie

### Soundgarden
- 1988 : Ultramega OK
- 1989 : Louder Than Love
- 1991 : Badmotorfinger
- 1994 : Superunknown
- 1996 : Down on the Upside
- 2012 : King Animal

### Pearl Jam
- 2000 : Binaural
- 2002 : Riot Act
- 2006 : Pearl Jam
- 2009 : Backspacer
- 2013 : Lightning Bolt
- 2020 : Gigaton
- 2024 : Dark Matter

### Temple of the dog
- 1991 : Temple of the Dog

### 3rd Secret
- 2022 : 3rd Secret

### Solo
- 2017 : Cavedweller